# مولد فان دي غراف
مُولِّد فان دي غراف: مولد كَهْرَسُكونيّ، أيْ إنَّه: يُولِّد الكهرَباء الساكنة، اخترعه عالم الفيزياء الأمريكي روبرت جمسون فان دي غراف سنةَ 1929.

## طريقة عمل الجهاز
يقوم جهاز فاني دي غراف بتوليد جهد كهربائي فولتية عالي جدًّا ويتكون الجهاز من كرة (قُبة) معدنية مجوفة محمولة على قضيبين عازلين وحزام عازل من الحرير أو المطاط تدور بكرتين متباعدتين إحداهما في الأسفل تديرها محرك كهربائي والأخرى في الأعلى تدور بتأثير الحزام ويمر الحزام أثناء دورانه بقطبين أحدهما في الأعلى والآخر في الأسفل وهما عبارة عن مشطين كل واحد منهما ذو أسنان مدببة باتجاه الحزام حيث تعمل البطارية على تجهيز القطب الأسفل بفرق جهد 10000 فولت بالمقارنة مع الأرض فيقوم المجال الكهربائي العالي المتكون حول أسنان القطب الأسفل بتأين الهواء القريب منها ثم تتكون شحنات موجبة تسحب بواسطة الحزام الذي يحملها إلى داخل الكرة المعدنية وهذه الشحنة تؤدي إلى حث شحنة سالبة في القطب الأعلى وشحنة موجبة على السطح الكروي الذي توصل به إلى النهاية غير الحادة للقطب الأعلى. المجال الكهربائي العالي حول أسنان القطب الأعلى يؤدي إلى تأين الهواء وسحب الشحنات السالبة التي يكونها الحزام قبل وصوله إلى البكرة العليا وهكذا تتكرر العملية حتى الشحنة الموجبة للسطح الكروي وقد يصل فرق الجهد إلى مليون فولت بالمقارنة مع جهد الأرض.
وتعتمد قيمة الجهد المتولد على
1. مساحة سطح القبة الفلزية.
2. الظروف الجوية المحيطة «(من حيث: الرطوبة، درجة الحرارة، الضغط، وغيرها)».

## مكوناته
يتكون الفان دي غراف - كما هو مبين في الصورة من:
- أ- قبة فلزية
- ب- حزام
- ج- عازل
- د- محرك كهربائي
- هـ - قاعدة مُورّضة

- في مولد فان دي غراف، تنتقل الشحنات إلى الحزام المتحرك عند النقطة أ، ثم تنتقل من الحزام الناقل إلى القبة الفلزية عند النقطة ب. ويبذل المحرك الكهربائي الشغل اللازم لزيادة فرق الجهد الكهربائي.